# Kościół ewangelicko-augsburski w Turku
Kościół ewangelicko-augsburski w Turku – kościół parafialny należący do parafii Ewangelicko-Augsburskiej w Turku (diecezja pomorsko-wielkopolska Kościoła Ewangelicko-Augsburskiego w RP).

## Historia
W 1827 roku w Turku powstała filia parafii ewangelickiej we Władysławowie. Samodzielna parafia w Turku powstała w 1837 roku. Ewangelicy w Turku korzystali z domów modlitwy, pierwszy powstał przy ulicy Kolskiej, następnie mieścił się przy ulicy Dobrskiej, a ostatecznie przy narożniku ulicy Konińskiej i traktatu Pólka (dzisiejsze ulice 3 Maja i Żeromskiego). W 1840 roku parafia zakupiła od magistratu trzy place przy zbiegu dzisiejszych ulic 3 Maja i Browarnej, na których postanowiono wybudować kościół parafialny.
Projekt kościoła wykonał w 1840 roku Henryk Marconi, wyceniony został na 31 882 złotych. Staraniem pastora Wilhelma Augusta Posselta i przy wsparciu władz miasta, w 1849 roku zatwierdzono kosztorys inwestycji, a do budowy przystąpiono rok później. Budowę częściowo ukończono w 1851 roku, wtedy też w kościele zaczęto odprawiać nabożeństwa. Prace przerwano w związku z wybuchem epidemii cholery, w wyniku której zmarł m.in. pastor Posselt. Od 1852 roku prace prowadził pastor Karol Teichmann, niektóre prace ukończono prawdopodobnie do 1857 roku. W 1860 roku kościół wyposażono w organy i ławki.
W 1864 roku przy kościele wybudowano pastorówkę, w 1880 roku spłonęła w pożarze, została jednak odbudowana. Prawdopodobnie pod koniec XIX wieku do kościoła dobudowano wieżę oraz otoczono jego teren neogotyckim, metalowo-murowanym ogrodzeniem.
W 1914 roku podjęto decyzję o rozbudowaniu kościoła, projekt wybudowania nowej wieży oraz przebudowy wnętrza został sporządzony przez łódzkie przedsiębiorstwo Wende und Klause, koszt inwestycji wyceniono wówczas na 11 tysięcy rubli. Plany nie zostały zrealizowane przez wybuch I wojny światowej. Podczas wojny z kościoła zrabowano dzwony, nowe otrzymano dopiero w 1926 roku.
W 1928 roku wmurowano kamień węgielny pod budowę przytułku dla starców przy parafii ewangelickiej. W tym samym roku budowa została ukończona, budynek został poświęcony przez biskupa Juliusza Bursche. 
Z inicjatywy Jerzego Sachsa, pastora w latach 1951–1977, w kościele odsłonięto tablice pamiątkowe poświęcone biskupowi Juliuszowi Burschemu oraz pastorowi Leonowi Sachsowi. W 1984 roku budynek został poddany kapitalnemu remontowi.

## Architektura
Kościół wzniesiono na planie krzyża greckiego, budynek utrzymany jest w stylistyce klasycystycznej. Jest to budynek dwukondygnacyjny, posiada boniowane, dzielone gzymsami elewacje. Zachodnia fasada, nad głównym wejście, zwieńczona jest trójkątnym frontonem, wyżej dobudowano drewnianą wieżę pokrytą blachą.
Wnętrze budowli kryte jest stropem, posiada rozbudowaną emporę, wspieraną przez filary. Ściany i sufit udekorowane są przez motywy orientalne. Ołtarz połączony jest z amboną, w kościele znajduje się też klasycystyczna chrzcielnica, prospekt organowy oraz kryształowe żyrandole.
W ramieniu wschodnim za prezbiterium została wzniesiona zakrystia.